# Zastava Engleske
Zastava Engleske predstavlja križ svetog Jurja. Crveni križ kao simbol prvi put se pojavljuje tijekom srednjeg vijeka i križarskih ratova i predstavlja jedan od najranijih engleskih simbola. Status zastave dobiva tijekom 16. stoljeća.
Sveti Juraj proglašen je zaštitnikom Engleske u 13. stoljeću, a legenda o njemu kao svecu koji je ubio zmaja seže u 12. stoljeće.